# Gliedergürteldystrophie 1C
Die Gliedergürteldystrophie 1C (LGMD1C) ist eine sehr seltene Erkrankung aus der Gruppe der Gliedergürteldystrophien. Sie wird durch Mutationen im CAV3-Gen (beim Menschen Chromosom 3, 3p25.3) verursacht und autosomal-dominant vererbt. CAV3 kodiert für das Protein Caveolin-3.
Klinisch ist die Erkrankung durch eine leichte bis mäßige proximale Muskelschwäche und Muskelschmerzen (Myalgien) gekennzeichnet. Es ist eine Pseudohypertrophie der Waden nachweisbar, das Gowers-Zeichen ist positiv und die Kreatinkinase im Serum ist 4 bis 25fach erhöht. In der Muskelbiopsie ist neben myopathischen Veränderungen immunhistochemisch ein Verlust der Caveolin-3-Expression nachweisbar.
Der Verlauf der Erkrankung ist gutartig. Die Lebenserwartung ist nicht reduziert.